# Oeverwinterkoning
De oeverwinterkoning (Cantorchilus semibadius; synoniem: Thryothorus semibadius) is een zangvogel uit de familie Troglodytidae (winterkoningen).

## Verspreiding en leefgebied
Deze soort komt voor in Costa Rica en Panama.